# وینی لایتر
وینی لایتر (انگلیسی: Winnie Lightner؛ ‏ ۱۷ سپتامبر ۱۸۹۹ – ۵ مارس ۱۹۷۱) بازیگر اهل ایالات متحده آمریکا بود.
از فیلم‌هایی که وی در آن نقش داشته‌است، می‌توان به جواهرات مسروقه و نمایش نمایش‌ها اشاره کرد.